# Октябрьский (Новочеркасск)
Октя́брьский — упразднённый рабочий посёлок в подчинении горадминистрации Новочеркасска в Ростовской области России. 
Основан в 1938 году, с 1966 года включён в состав Новочеркасска. Градообразующее предприятие — Завод синтетических продуктов (Новочеркасский завод синтетических продуктов, недействующий).

## География

### Уличная сеть
| - улица Белинского - улица Гастелло - улица Гоголя - Горная улица - улица Горького - улица Губкина - Дружный переулок - Заводской переулок - улица Калинина | - улица Каштанова - Клубная улица - улица Котовского - переулок Кутузова - Магистральная улица - Майская улица - Малиновый переулок - улица Мацоты - улица Мичурина | - Молодёжная улица - Неглинная улица - улица Некрасова - Никитский переулок - улица Петровского - улица Персиановская - Севастопольская улица - улица Серафимовича - Спортивная улица - Степная улица - улица Строителей - Театральная улица - улица Титова - Тихая улица | - улица Токарева - улица Толбухина - Утренняя улица - улица Фурманова - Харьковкое шоссе - улица Чехова - Чистый переулок - улица Чкалова - Шахтинская улица - Электродная улица |

## История
Образован как посёлок городского типа Будённовский в 1938 году. В 1958 году переименован в Октябрьский.
В 1966 году включён в состав города Новочеркасска.
До 1989 года входил в Промышленный район Новочеркасска.

## Население
| 1939 | 1959    |
| ---- | ------- |
| 5303 | ↗27 639 |